# Bitva u Skafidy
K bitvě u Skafidy došlo roku 1304, mezi Byzantskou říší a Bulharskou říší. Díky vítězství překonal Bulharský stát na čas krizi a zmocnil se několika měst v Thrákii.

## Původ konfliktu
Poté, co byl roku 1300 Theodor Svatoslav korunován bulharským carem, rozhodl se pomstít za útoky Mongolů v uplynulých dvaceti letech. Všichni zrádci byli potrestáni, včetně patriarchy Joakima III. Poté se car obrátil proti Byzantské říši, která dala popud k útokům Mongolů. Roku 1303 táhla jeho armáda na jih a obsadila mnoho byzantských měst v Thrákii. Spolucísař Andronika II., jeho syn Michael IX. Palaiologos vytáhl s armádou proti Theodorovi a obě armády se střetly u řeky Skafidy.

## Bitva
Byzantinci byli zpočátku ve výhodě. Dokonce se jim podařilo obrátit Bulharskou armádu na ústup na druhý břeh řeky přes most. Byzantští vojáci se poté rozhodli pronásledovat Bulhary, avšak přeplněný most se pod váhou Byzantinců zbortil a mnoho vojáků zpanikařilo a utopilo se, protože řeka na tomto místě byla hluboká. To dopomohlo Bulharům k jejich vítězství.

## Důsledky
Po bitvě Bulhaři zajali mnoho Byzantinců. Obyčejní vojáci byli dle zvyku propuštěni, avšak za šlechtice považovali Bulhaři výkupné. Vítězný postup Bulharů poté pokračoval a ti se zmocnili mnoha byzantských měst. Císař nebyl schopen postup Bulharů zastavit a to i přesto, že dal roztavit císařské poklady, aby mohl najmout více žoldnéřů.